# Sofia Shinas
Sofia Shinas (Windsor, 5 gennaio 1970) è un'attrice e cantante canadese.
È nota principalmente per aver interpretato nel film cult Il corvo - The Crow (1994) il ruolo di Shelly Webster, la fidanzata di Eric Draven, interpretato da Brandon Lee.

## Filmografia (parziale)

### Cinema
- Il corvo - The Crow (The Crow), regia di Alex Proyas (1994)
- Terminal Velocity, regia di Deran Sarafian (1994)

### Televisione
- Red Shoe Diaries – serie TV (1994)
- Oltre i limiti (The Outer Limits) – serie TV (1995-1998)
- The Hunger – serie TV (1998)

## Discografia

### Album in studio
- Sofia Shinas (1992)

### Singoli
- The Message (1992)
- One Last Kiss (1992)
- State of Mind (You Make Me Feel Good) (1992)